# Veijo Pasanen

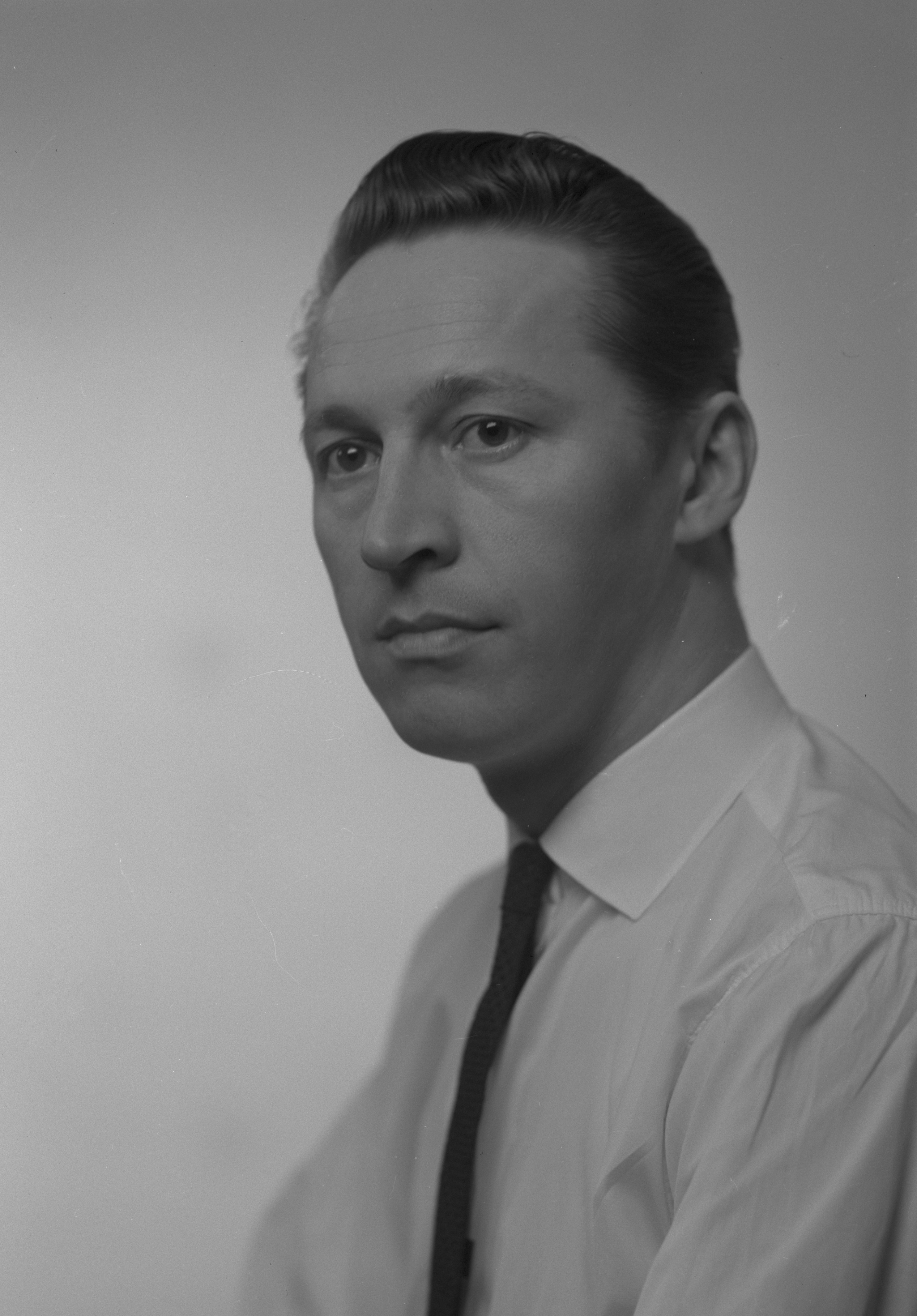
Veijo Pasanen (1961).

Veijo Antero Pasanen, född 14 oktober 1930 i Muuruvesi, död 17 februari 1988 i Tammerfors, var en finländsk skådespelare. 
Pasanen anställdes 1955 vid Tammerfors arbetarteater, till vars främsta krafter han kom att höra. Han spelade över ett rikt register, allt från en brutalt tjusig musikalartist (Billy Jack i Teenagerlove) till en dynamisk Hamlet. Bland övriga roller kan nämnas Figaro, Higgins i My Fair Lady, Danilo i Glada änkan och Anton Tjechovs Onkel Vanja. Pasanen har kallats förvandlingskonstnär; bland annat i Dario Fos Anarkistens död jonglerade han i ett rivande tempo med de mest festliga ansiktsuttryck och gester. En dråplig farsfigur var hans hunsade äkta man i Maria Jotunis Tohvelisankarin rouva. Som Bertolt Brechts Galilei kombinerade han vetenskapsmannens omutlighet med det genuint mänskliga. Han medverkade också i filmer och tv-pjäser. Han tilldelades Pro Finlandia-medaljen 1986.